# Tipu Sultan
Tipu Sultan, també conegut amb el nom de Tipu Sahib (1749-4 de maig de 1799) va ser sultà de Mysore a partir de 1782 i un dels principals opositors a la instal·lació del poder britànic a l'Índia, la qual cosa li va valer el sobrenom de Tigre de Mysore.

## Biografia
Tipu Sultan, a l'edat de 15 anys, acompanyà el seu pare Haidar Ali a la guerra contra els Britànics en el que s'anomenarà més tard la Primera guerra de Mysore. La Segona guerra de Mysore li seguí cinc anys més tard, i per bé que els britànics, en aquell moment, van ser derrotats, Tipu Sultan estava convençut que els britànics constituïen una nova forma d'amenaça a l'Índia.
Després d'haver esdevingut sultà de resultes de la defunció del seu pare, sobrevinguda en 1782, treballà a mantenir els progressos britànics, concebent una sèrie d'aliances. Quan les que havia format amb els Marathes i l'Imperi Mogol fracassaren, s'adreçà cap a França, la qual havia dut a terme una política colonial agressiva a l'Índia alguns decennis abans, política que havia estat aturada després de la guerra dels Set Anys.
Tipu envià tres ambaixadors a París en 1788, Mohammed Dervix Khan, Akbar Ali Khan i Mohammad Osman Khan, que suscitaren un gran interès públic. Lluís XVI, que havia encarregat un servei de porcellana de Sèvres com a regal diplomàtic, els atorgà una audiència i persuadí un d'ells de posar per a Élisabeth Vigée-Lebrun.
Esperant més d'aquesta aliança que no pas el que li podia oferir, envaí, en 1789, l'estat veí de Travancore, un protectorat britànic, la qual cosa posà en marxa la Tercera guerra de Mysore, que es perllongà per un període de tres anys i tingué com a conseqüència una ressonant desfeta per a Mysore, que perdé la meitat del seu territori; la defecció de la França,implicada en la seva Revolució des del començament del conflicte, va ser un factor major d'aquest fracàs.

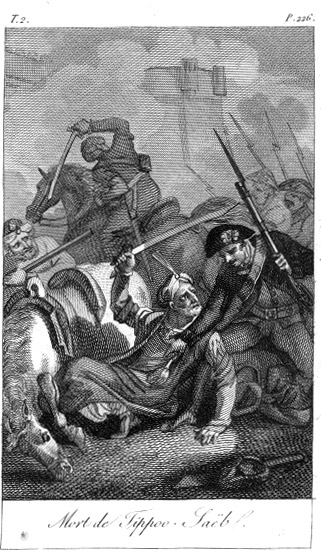
La mort de Tipu Sultan

Tipu Sultan signà el tractat de Seringapatam pel qual perdé la meitat dels seus territoris en benefici dels seus enemics, els britànics, que s'apoderen del Malabar i del Coorg, però també els Marathes i el Nizâm de Hyderabad. També havia de pagar tres milions de rupies a la Companyia Britànica de les Índies Orientals i deixar com a ostatges dos dels seus fills, Abdul Khaliq i Maiz ud-Din, de 10 i 8 anys, amb Cornwallis a l'espera del pagament. Tipu Sultan, per rentar aquestes humilations, recercà llavors el suport de la França republicana, i es feu igualment membre del Club dels Jacobins. Un tal François Ripaud plantà un arbre de la Llibertat a Seringapatam i hi desplegà la bandera republicana. Rebé fins i tot algunes tropes de França.
Richard Wellesley va ser nomenat governador general de les Índies en 1798. La seva missió era d'estendre el domini britànic sobre el país. El mateix any, l'expedició de Bonaparte a Egipte tenia com a objectiu amenaçar l'Índia, i Mysore era un trumfo major en aquest pla. Des de la seva arribada, Wellesley, amb el pretext dels contactes de Tipu Sultan amb França, l'atacà i començà, doncs, la Quarta guerra de Mysore. Per bé que Nelson havia aniquilat les ambicions de Napoléon a la batalla del Nil, els exèrcits britànics - un dels quals era comandat per Arthur Wellesley, el futur primer Duc de Wellington - marxaren sobre Mysore en 1799 i assetjaren la seva capital Seringapatam. El 4 de maig, els agressors franquejaren les muralles i Tipu Sultan fou mort.
Un avenç notable dels militars sota les ordres de Tipu Sultan va ser la utilització de brigades proveïdes de coets. L'efecte produït per aquestes armes sobre els britànics durant la tercera i quarta guerres de Mysore inspiraria el coronel Wiliam Congreve per inventar els seus propis coets.